# Bertie the Brain
Bertie The Brain é um jogo eletrônico de computador, e um dos primeiros desenvolvidos no início da história dos jogos eletrônicos. Foi construído em Toronto por Josef Kates para a exposição nacional canadense de 1950. O computador de quatro metros de altura simulava um jogo da velha contra uma inteligência artificial com nível de dificuldade ajustável, e o jogador jogava com um teclado na forma de uma grade de três por três. Ao fim da exposição, a máquina foi desmontada e em grande parte esquecida como uma curiosidade.
Kates construiu o jogo para mostrar o tubo additron, uma versão em miniatura da válvula termiônica, que foi impedido de uso ulterior em computadores além do próprio Bertie por questões de patente, já que a patente nos Estados Unidos só foi aceita anos depois. Bertie The Brain é considerado por muitos o primeiro jogo eletrônico, desenvolvido apenas três anos após a invenção do dispositivo de entretenimento com tubo de raios catódicos, um dos primeiros jogos elétricos interativos. Bertie usava lâmpadas em vez de uma tela com gráficos visuais em tempo real, no entanto, com muito menos gráficos em movimento, ele não cumpre algumas definições de um jogo eletrônico.

## História
Bertie The Brain foi um jogo de computador que simulava um jogo da velha, construído por Josef Kates para a exposição nacional canadense de 1950. Kates já havia trabalhado na Rogers Majestic projetando e construindo tubos durante a Segunda Guerra Mundial. Após a guerra, prosseguiu os estudos de pós-graduação no centro de computação da Universidade de Toronto, enquanto continuava a trabalhar na Rogers Majestic, onde ajudou a construir o computador eletrônico da Universidade de Toronto, um dos primeiros computadores de trabalho do mundo. Ele também projetou sua própria versão em miniatura da válvula termiônica, chamado de tubo additron, que registrou em 20 de março de 1951 como o tipo 6047.
Após a apresentação de uma patente para o tubo additron, Rogers Majestic insistiu que Kates criasse um dispositivo para mostrar o tubo para os potenciais compradores, projetando uma máquina especializada incorporando a tecnologia e construindo-a com a ajuda de engenheiros da Rogers Majestic. O grande computador de metal de quatro metros de altura só poderia simular um jogo da velha, e foi instalado no edifício de engenharia na exposição nacional canadense de 25 de agosto a 9 de setembro de 1950.
O computador, rotulado como Bertie The Brain e descrito como "a maravilha eletrônica da Rogers Majestic", foi um sucesso durante as duas semanas da exposição, com filas formando-se para jogá-lo. Kates ficou perto da máquina todo o tempo possível, ajustando a dificuldade para cima ou para baixo para adultos e crianças. O comediante Danny Kaye foi fotografado derrotando a máquina (após várias tentativas) para a revista Life.

## Jogabilidade
Bertie The Brain era um simulador de jogo da velha em que o jogador selecionaria a posição para o seu próximo movimento a partir de uma grade de nove botões acesos em um painel. Os movimentos apareceriam em uma grade de nove quadrados grandes ajustados verticalmente na máquina assim como nos botões, e o computador faria a sua jogada pouco depois do jogador. Um painel à direita da tela indicava quem deveria jogar — o cérebro eletrônico (máquina) ou cérebro humano (jogador) — e iria acender junto com as letras "Win" (ganhou) quando o jogador ganhasse. Bertie tinha vários níveis de dificuldade que podiam ser alternados, e respondia quase que instantaneamente aos movimentos do jogador e no nível mais alto de dificuldade era quase imbatível.

## Legado

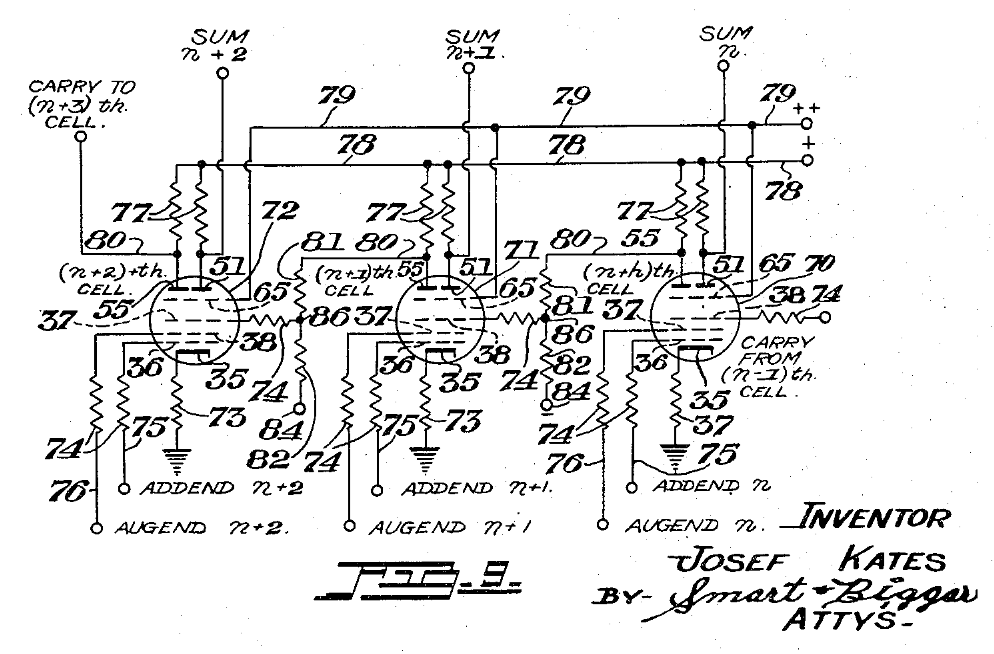
Esquemas de circuitos da patente dos Estados Unidos do tubo additron.

Após a sua exposição, Bertie foi desmontado e "em grande parte esquecido". Kates disse que estava trabalhando em tantos projetos ao mesmo tempo que não tinha energia para poupar para preservá-lo, apesar de seu significado. Apesar de ser o primeiro jogo de computador, o jogo foi largamente esquecido, mesmo por livros de história dos jogos eletrônicos. O principal objetivo de Bertie, de promover o tubo additron, não foi realizado, pois foi a única aplicação completa da tecnologia. Quando a Rogers Majestic colocou Kates para desenvolver um modelo de trabalho para a exposição, ele estava trabalhando nos tubos havia um ano, desenvolvendo várias versões.
Outras empresas expressaram interesse à Kates e a Rogers Majestic em usar os tubos, mas questões como a aquisição de patentes impediram a Rogers Majestic e a Universidade de Toronto de patentear os tubos em qualquer lugar fora do Canadá até 1955, já que a patente não foi aceita nos Estados Unidos até março de 1957, seis anos após a sua apresentação. Kates fez uma carreira distinta na engenharia canadense, mas não voltou a trabalhar em tubos ou jogos de computador.
Bertie é considerado por especialistas na história dos jogos eletrônicos como um legítimo pretendente para o título de primeiro jogo eletrônico da história. Na verdade, o dispositivo de entretenimento com tubo de raios catódicos oferece uma exibição puramente analógica e não funciona no computador, de modo que ele é considerado o mais antigo jogo eletrônico interativo, em vez de o mais antigo jogo eletrônico. Da mesma forma, os programas de xadrez de Alan Turing e Dietrich Prinz para o computador Ferranti Mark I não têm gráficos e, portanto, não são considerados jogos eletrônicos.
 Logo, Bertie foi o primeiro jogo de computador à oferecer um display visual. No entanto, ele utilizava um sistema de lâmpadas, em vez de uma tela, o que não permitia que exibisse gráficos em tempo real, e, portanto, excluí-lo-ia de determinadas definições de jogos eletrônicos. Outro jogo de computador, chamado Nimrod, foi criado em 1951.